# Druhý list Korintským

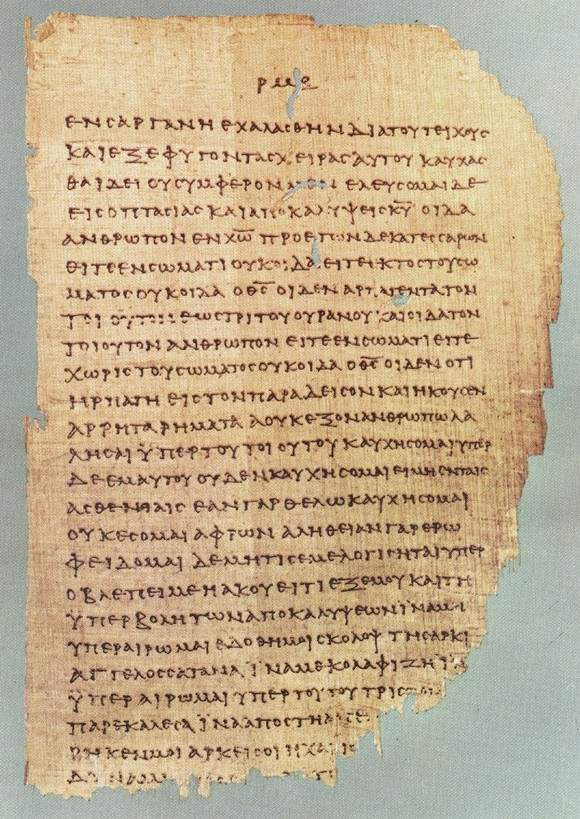
Papyrus P46 s textem
2K 11,33-12,9, kolem roku 200

Druhý list Korintským (zkratka 2K nebo 2Kor) je součást Nového zákona, jeden z listů apoštola Pavla. Byl napsán řecky, snad roku 56 v Thessalonice, a už kolem roku 150 jej cituje Markionův kánon jako církví uznanou knihu.
Pavel založil křesťanskou obec v Korintu v roce 51 - 52 a žil tam 18 měsíců (Sk 18,11). Pak žil tři roky v Efesu, odkud patrně napsal do Korintu dnes ztracený list, o němž se zmiňuje v 1K 5,9, a dnešní 1. Korintským. Po třetí jim psal „se sevřeným srdcem“ (2K 2,4) a konečně Druhý list Korintským, kde říká, že by je chtěl znovu navštívit. To se snad stalo za jeho poslední cesty do Jeruzaléma (Sk 20,2).
V naléhavě psaném listu se Pavel hájí, že svůj apoštolský úřad vykonává správně, a vybízí Korinťany, aby se připojili ke sbírce pro chudé v Jeruzalémě.